# The Del-Vikings
The Del-Vikings was een Amerikaanse doowopgroep uit de jaren 1950.

## Bezetting
- Clarence Quick[5] (bas)
- Corinthian 'Kripp' Johnson[6] (leadzang, tenor)
- Samuel Patterson (leadzang, tenor)
- Bernard Robertson (tweede tenor)
- Don Jackson (bariton)
- Donald 'Gus' Backus[7] (leadzang, bariton)
- Norman Wright (leadzang, tenor)
- William Blakely (vanaf 1957)

## Geschiedenis
De groep werd geformeerd door Clarence Quick samen met drie manschappen van de United States Air Force tijdens hun diensttijd in Pittsburgh. Nadat ze een Air Force-zangconcours hadden gewonnen, werden ze gekwalificeerd voor de All Air Force Talent Show in New York, die ze ook met een wereldwijde concurrentie van bijna 700 deelnemende groepen konden winnen.
In Pittsburgh werd de groep gemanaged door de diskjockey Barry Kaye en de muziekproducent Joe Averbach, die proefopnamen wilden maken. Daarvoor werden Patterson en Robertson overgeplaatst naar Air Force-locaties in Duitsland en vervangen door Norman Wright en Dave Lerchery, het eerste blanke groepslid. De eerste opnamen waren puur a-capella-nummers en nadat Luniverse Records, die de licentierechten voor de opnamen had gekregen, aarzelde om de opnamen uit te brengen, tekende Averbach de groep bij zijn label Fee Bee Records. "Come Go with Me" en "How Can I Find True Love" werden begin januari opnieuw opgenomen en eind januari ook uitgebracht door Dot Records om tegemoet te komen aan de nationale markt. Op dat moment had er al een andere wisseling in het ensemble plaatsgevonden, want ook Don Jackson werd overgeplaatst en vervangen door Donald "Gus" Backus, het tweede blanke groepslid.
Het nummer wist zich in februari 1957 te plaatsen in de Billboard-hitlijst (met een piek op nummer 5 in mei) en bleef daar 31 weken. Ook in de r&b-hitparade wist de single zich te plaatsen (nr. 2). Come Go with Me was het eerste nummer in de Verenigde Staten, dat met een etnisch gemengde groep de top 10 bereikte. Als vervolg op het succes van Come Go with Me bracht Fee Bee Records in februari en maart 1957 twee singles uit, die niet werden overgenomen door Dot Records en zich niet in de hitlijsten konden plaatsen.
In deze samenstelling nam de groep in april 1957 de hit Whispering Bells op, die in mei 1957 bij Fee Bee en bij Dot Records werd uitgebracht en die zich plaatste in de singlehitlijst (nr. 9) en de r&b-hitlijst (nr. 5). In mei 1957 splitste de groep zich op. Omdat behalve Johnson allen bij de contract-ondertekening met Fee Bee Records nog niet meerderjarig waren geweest, overtuigde de nieuwe manager Al Berman de Del-Vikings ervan om een nieuw contract te tekenen bij Mercury Records. Enkel Johnson bleef bij Fee Bee Records en formeerde onder de naam Del-Vikings een nieuwe groep. Groepsleden Wright, Lerchery, Backus en Quick werden aangevuld met William Blakely en namen hun debuutsingle Cool Shake op voor Mercury Records. Het piekte op nummer 12 in de radiohitparade, nummer 46 in de Top 100 en nummer 9 in de r&b-hitlijst.
De Del-Vikings, die bij Fee Bee Records onder contract stonden, bestonden in de zomer van 1957 uit Johnson, Eddie Everette, Arthur Budd, Chuck Jackson en de ondertussen uit Duitsland teruggekeerde Don Jackson. Tussen juni en december 1957 bracht de groep drie singles uit bij Fee Bee Records, die echter allen geen succes kenden.

## Juridische procedures
Toen de Del-Vikings in de zomer van 1957 in de hitlijsten waren vertegenwoordigd, herinnerde Luniverse Records zich aan hun rechten aan de opnamen, vernieuwden de a-capella-liedjes instrumentaal en bracht de acht nummers van de eerste opnamesessie uit op het album Come Go with the Del-Vikings en een single met de liedjes Over the Rainbow en Hey, Senorita. Tegen het uitbrengen van het album van Luniverse Records werd direct een juridische procedure gestart, omdat dit songmateriaal bevatte waaraan Fee Bee Records rechten ontleende, waardoor de verdere verkoop van het album al kort na het verschijnen werd gestaakt.
Om juridische procedures te vermijden, bracht Dot Records in augustus 1957 de single When I Come Home / I'm Spinning uit onder de naam Dell-Vikings. Mercury Records spande een proces aan tegen Fee Bee Records voor het alleenrecht op de naam Del- resp. Dell-Vikings. In december 1957 kreeg Mercury Records door een Amerikaans gerecht het alleenrecht op de naam toegewezen. Daarop werd de naam Dell-Vikings van Fee Bee Records herbenoemd in Versatiles. Aan het begin van de juridische onenigheid had Dot Records zich uit het contract met Fee Bee Records teruggetrokken en bracht vanaf augustus 1957 geen platen van de groep meer uit.

## Verder carrièreverloop
De Versatiles bij Fee Bee Records werden ontbonden, toen Kripp Johnsons contract bij Fee Bee Records afliep en hij terugkeerde naar de Del-Vikings, waar hij Gus Backus verving, die kort daarvoor naar Duitsland was overgeplaatst, waar deze na het einde van zijn militaire diensttijd bleef en daar een carrière als schlagerzanger maakte. De leadzanger van de Versatiles Chuck Jackson, begon na de ontbinding van de groep een succesvolle solocarrière. 
In 1957 verschenen van de Del-Vikings 17 singles bij vier verschillende labels. Deze overmatige materie aan plaatpublicaties en de talrijke personele mutaties leidden ertoe, dat na 1957 de plaatpublicaties van de Del-Vikings geen succes meer hadden. In 1958 werd het platencontract beëindigd door Mercury Records en de poging van Kripp Johnson om een solocarrière te starten, mislukte. De groep toerde tijdens de daaropvolgende jaren door de Verenigde Staten, trad op in talrijke tv-shows en bracht in oktober 1960 een single uit bij Alpine Records. Begin 1961 kregen de Del-Vikings opnieuw een platencontract bij ABC Records, maar hun singles hadden echter geen succes. Hun laatste single bij ABC Records verscheen in 1963 en in 1965, na een kortdurend contract bij Gateway Records in 1964, werd de groep ontbonden.
In 1970 werd met Johnson, Blakely, Wright, Lerchey en Quick een nieuwe band geformeerd, die optrad onder de naam Del-Vikings. In november 1972 namen ze de single Come Go with Me / When You're Asleep op voor Scepter Records, hun laatste plaatopnamen überhaupt. Ze traden verder op bij oldie-concerten. Vanaf 1979 na een herhaalde splitsing van de groep waren er weer twee verschillende groepen met de naam Del-Vikings. De groep van Kripp Johnson werd ontbonden, nadat deze in juni 1990 was overleden aan de gevolgen van kanker. De tweede groep met de naam Del-Vikings, waar Quick het enige oorspronkelijke lid van was, nam begin 1991 een single op in de stijl van de jaren 1950 bij BVM Records.
De grootste hits van de groep zijn ervoor verantwoordelijk, dat deze ook als oldies nog steeds grote populariteit genieten. Liedjes als Come Go with Me, dat ook werd opgenomen in de Rock and Roll Hall of Fame, werden gebruikt in films als American Graffiti, American Hot Wax, The Hollywood Knights, Diner, Stand by Me en Joe Versus the Volcano.
De Amerikaanse surfband The Beach Boys zong tijdens hun jubileumtournee 50 Jaar Beach Boys in 2012 de Del-Vikings-hit Come Go with Me ter ere van deze groep, die ze kenmerkten als een van hun voorbeelden voor de meerstemmige zang. 

## Discografie
- 1957/01:  How Can I Find True Love / Come Go with Me (Fee Bee Records)
- 1957/01: Come Go with me / How Can I Find True Love (Dot Records)
- 1957/04: Whispering Bells / Don't Be a Fool (Fee Bee Records) (uitgebracht als The Del-Vikings feat. Krips Johnson)
- 1957/05: Whispering Bells / Don't Be a Fool (Dot Records)
- 1957/05: Cool Shake / Jitterbug Mary (Mercury Records)